# 朝鮮文学家同盟
朝鮮文学家同盟（ちょうせんぶんがくかどうめい）は連合軍軍政期にソウルで結成された進歩的文学運動団体。

## 結成と目的
1925年、世界的に高潮した共産主義運動を背景に、日本統治下の朝鮮でもプロレタリア文学運動の組織としてKAPFが結成された。しかし弾圧や組織メンバーの転向により、KAPFは1935年に解散し、その後1945年の日本の敗戦まで、朝鮮におけるプロレタリア文学運動は長い潜伏期に入った。
太平洋戦争終戦後に左・右派文人らを総動員して結成された朝鮮文学建設本部は、林和や金南天などの左派文人が主導権を握っていたものの、KAPFとは異なり、階級闘争より民族を前面に出した。朝鮮文学建設本部の不明瞭な階級的性向に不満を抱いた韓雪野や安漠らは朝鮮プロレタリア文学同盟を組織し、階級的志向がはっきりした文学運動を推進した。
しかし朝鮮共産党が両組織の統合を要求したため、1945年12月6日、二つの団体が統合声明を発表し、仮称・朝鮮文学同盟として結成された。両団体の統合は、1週間後の12月13日、統合結成式を通じて公式化された。
正式に出帆したのは1946年2月8日からで、二日間にわたって開催された朝鮮文学者大会を通してであった。このとき、朝鮮文学同盟という名称に代わって朝鮮文学家同盟を使用することが決定された。
朝鮮文学家同盟の五大綱領は次の通り。
- 日本帝国主義の残滓の掃蕩
- 封建主義の残滓の清算
- 国粋主義の排撃
- 進歩的民族文化の建設
- 朝鮮文学の国際文学との提携

## 組織及び構成
朝鮮文学者大会を経て中央執行部委員長に洪命熹が選出され、部委員長に李箕永、韓雪野、李泰俊、書記長に権煥が選ばれた。しかし、実際には李箕永と韓雪野を中心とした朝鮮プロレタリア文学同盟系列の反発が残っており、南朝鮮労働党中心の朝鮮文学建設本部系列との葛藤が内在していた。
文学ジャンル別に小説部、詩部、評論部、戯曲部の委員会を置き、農民文学、児童文学、古典文学の委員会が設置された。朝鮮文学家同盟は朝鮮文化団体総連盟に加盟し、ソウル支部を始めとして各道に支部を建設し組織を拡大した。

## 活動及び解体
朝鮮文学家同盟は朴鍾和中心の中央文化協会と明確に対立し文壇を左右翼に分断させた。1946年7月に創刊した機関紙『文学』を8号まで刊行し、朝鮮文学賞を新設し施行した。発行人代表は李泰俊であった。
だが、軍政期の左翼系列弾圧のため、出帆後すぐ活動が制限された。『文学』3号は没収され、5，6号は制限された部数でのみ発行された。1946年11月、第2回文学家同盟会議が予定されていたが、予定通りに開くことができず無期限延期となった。このとき中央執行部委員長として李秉岐を選出し、大衆化運動を行い始めた。
1947年からは弾圧が強化され主要人物達がソ軍政地域に続々と脱出し、活動が大きく萎縮した。第1共和国樹立によって分断が確定した後は事実上瓦解した。朝鮮文学家同盟に参与した文人達は大部分朝鮮民主主義人民共和国へ行き、残った者は国民保導連盟に加盟した。